# جامعة كاليفورنيا (لوس أنجلوس)
جامعة كاليفورنيا في لوس أنجلوس،، هي جامعة أبحاث عامة مرموقة تقع في مدينة لوس أنجلوس بولاية كاليفورنيا، الولايات المتحدة. تأسست جذورها الأكاديمية عام 1881 كمدرسة لإعداد المعلمين، وكانت تُعرف آنذاك بالفرع الجنوبي من "المدرسة العادية لولاية كاليفورنيا"، والتي أصبحت لاحقًا جامعة ولاية سان خوسيه. وفي عام 1919، أصبحت جزءًا من منظومة جامعة كاليفورنيا تحت اسم "الفرع الجنوبي لجامعة كاليفورنيا"، لتصبح بذلك ثاني أقدم حرم جامعي في نظام جامعة كاليفورنيا، بعد جامعة بيركلي.
تُقدم جامعة كاليفورنيا لوس أنجلوس مجموعة واسعة من البرامج الأكاديمية تصل إلى 337 برنامجًا في مرحلتي البكالوريوس والدراسات العليا، وتضم سنويًا نحو 31,600 طالب في مرحلة البكالوريوس، و14,300 طالب دراسات عليا ومهنية. وفي خريف 2022، استقبلت الجامعة أكثر من 174,000 طلب للالتحاق بمرحلة البكالوريوس، بما في ذلك طلبات التحويل، وهو أعلى عدد طلبات تقدّمه أي جامعة أمريكية.

تنقسم الجامعة أكاديميًا إلى "كلية الآداب والعلوم" بالإضافة إلى 12 كلية مهنية. وتوفر ست من هذه الكليات برامج لمرحلة البكالوريوس، وهي: كلية الفنون والعمارة، كلية الهندسة والعلوم التطبيقية، كلية الموسيقى، كلية التمريض، كلية الشؤون العامة، وكلية المسرح والسينما والتلفزيون. أما الكليات الثلاث المخصصة للدراسات العليا في العلوم الصحية فتشمل: الطب، وطب الأسنان، والصحة العامة. وتُكمل المنظومة ثلاث كليات أخرى: كلية التربية ودراسات المعلومات، كلية الإدارة، وكلية الحقوق.

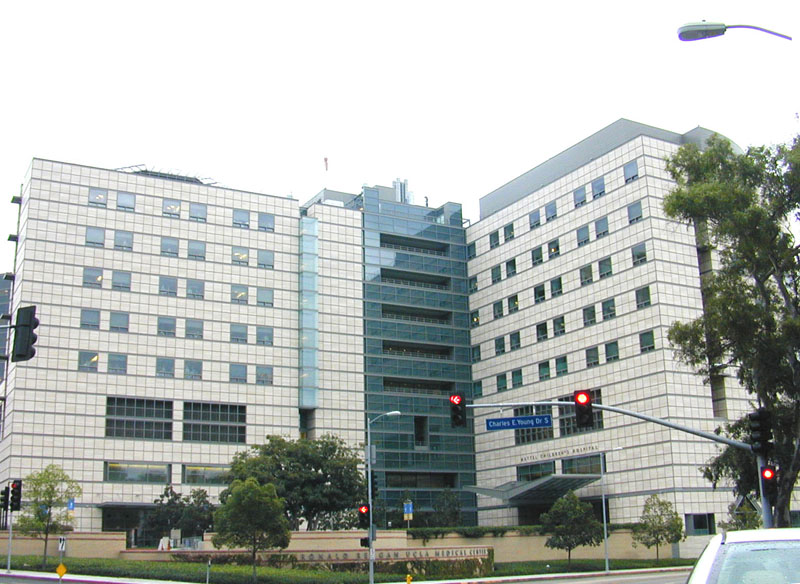
مستشفى ماتل للأطفال في مركز رونالد ريجان الطبي في جامعة جامعة كاليفورنيا، لوس أنجلوس

في المجال الرياضي، يشارك طلاب الجامعة ضمن فرق "Bruins" في منافسات الرابطة الوطنية لرياضة الجامعات، وينافسون حاليًا في مؤتمر "بيغ تن". وقد فاز طلابها بـ124 بطولة وطنية جماعية ضمن مؤتمري بيغ تن وباك-12، لتحتل بذلك المركز الثاني على مستوى الجامعات الأمريكية بعد جامعة ستانفورد. وشارك 410 من رياضيي جامعة كاليفورنيا لوس أنجلوس في الألعاب الأولمبية، محققين 270 ميدالية: 136 ذهبية، و71 فضية، و63 برونزية. وتتمتع الجامعة بحضور مستمر في الألعاب الأولمبية منذ تأسيسها، باستثناء دورة 1924، كما حقق أحد خريجيها ميدالية ذهبية في كل دورة أولمبية شاركت فيها الولايات المتحدة منذ عام 1932.
تتمتع الجامعة بسمعة علمية رفيعة، إذ ارتبط بها حتى مارس 2024 عدد من الشخصيات العلمية المرموقة، منهم 16 حائزًا على جائزة نوبل، و11 من علماء رودس، وفائزان بجائزة تورينغ، وعالمان رئيسيان في سلاح الجو الأمريكي، وحائز على جائزة بريتزكر، وسبعة فائزين بجائزة بوليتزر، وشاعران رسميان للولايات المتحدة، إضافة إلى فائز بجائزة غاوس وآخر بميدالية فيلدز في الرياضيات.
أما على صعيد العضوية في الهيئات العلمية المرموقة، فقد بلغ عدد أعضاء هيئة التدريس المرتبطين بجامعة كاليفورنيا لوس أنجلوس بحلول أبريل 2025 ما يلي: 61 عضوًا في الأكاديمية الوطنية للعلوم، 17 في الجمعية الفلسفية الأمريكية، 34 في الأكاديمية الوطنية للهندسة، 49 في الأكاديمية الوطنية للطب، 29 في الأكاديمية الوطنية للمخترعين، و71 في الأكاديمية الأمريكية للفنون والعلوم.

## وصلات خارجية
- الموقع الرسمي لجامعة كاليفورنيا، لوس أنجلس
- موقع صحيفة Daily Bruin